# CITIC Securities
CITIC Securities (chinois simplifié : 中信证券股份有限公司 ; chinois traditionnel : 中信証券股份有限公司 ; pinyin : Zhōng xìn zhèngquàn gǔfèn yǒuxiàngōngsī) est la plus grande banque d'investissement chinoise.
C'est une filiale du groupe CITIC spécialisée dans le courtage, activité dans laquelle elle est leader en Chine. Contrairement à sa maison mère, CITIC securities est cotée en bourse, et fait partie de l'indice SSE 50 de la bourse de Shanghai.